# KDDIスーパーワールドカード
KDDIスーパーワールドカード（ケイディーディーアイスーパーワールドカード）とは、KDDIが発売する国内・国際電話のプリペイドカード。後述する@ca（エーカ）は、電子マネーのプリペイドカードとしての側面もある。
本カード使用による日本国内の固定電話発着（公衆電話も含む）の通話料金は「全国一律に6秒ごとに2.05円」である。プリペイドカードでは小数第2位（銭）まで課金が認められている、円単位の課金では6秒2円となってしまい（課金単位ごとに円未満切り捨て）、消費税を1円も徴収できずに会社負担になってしまうため、小数第2位までの課金を認めた。長距離通話ではNTT東日本･NTT西日本の公衆電話料金よりも格段に安く、また市内通話でも短時間（24秒以内）なら同様である。しかしダイヤルする総桁数が膨大になることや、携帯電話等の普及によりあまり知られていない。また最近のピンク電話では本カードを利用できないものも増えつつある（最初の「00」をダイヤルした時点で「この番号にはかけられません」などと表示され拒否される）。
2021年3月31日に販売を終了し、2021年10月31日にサービス終了。

## 種類
- 500円カード=500円分
- 1000円カード=1050円分
- 3000円カード=3200円分
- 5000円カード=5350円分
- 7000円カード=7850円分

## カードの使用方法
カード番号を使用時毎に入力する。電話機にカード番号を記憶させて、カード番号の入力を省略することも可能。
携帯電話・PHSからの場合に0077-78-0055をつける方法は2008年3月28日をもって終了した。現在では、ひかり電話・直収電話・ブラステルFLIPおよびクラウドフォンおよびSIPフォン（海外で利用する場合も含む）場合は0800-800-0055を付ける。

### 電話

#### 日本→海外（船舶）
0055 - 81# - カード番号 - # - 国番号 - 市外局番（一部の国を除き最初の0を外す）- 相手先電話番号 - #
- iPhone・スマートフォン等Skypeアプリが入っている場合は、そのアプリから+18775330051、一部通話できない相手国がある。
- 3秒以内の通話は無料である。

#### 海外→日本
KDDIスーパージャパンダイレクト番号（アクセス番号）- 81# - カード番号 - # - 日本の市外局番（0から）- 相手先電話番号 - #
- ブラステルクラウドフォンおよびFLIPから0800-080-0055（固定電話宛てのみ）
- 3秒以内の通話は無料である。
- KDDIスーパージャパンダイレクト番号は、滞在国によって異なる。

#### 海外→海外
KDDIスーパージャパンダイレクト番号（アクセス番号）- 81# - カード番号 - # - 001 - 国番号 - 市外局番（一部の国を除き最初の0を外す）- 相手先電話番号 - #
- 料金は、A国から日本までの固定電話宛ての料金に0.6を乗じた金額と、日本からB国までの固定電話発の料金に0.6を乗じた金額との合計である。
- 3秒以内の通話は無料である。
- KDDIスーパージャパンダイレクト番号は、滞在国によって異なる。

#### 日本→日本
0055 - 81# - カード番号 - # - 日本の市外局番（0から）- 相手先電話番号 - #

## スーパーワールドカード プラステキスト
上記の国際通話に加え、SMS（海外携帯メール、国際ショートメッセージサービス）の送受信を日本の携帯電話のEメール（電子メール）機能を使って行うことができる。auの携帯電話はSMSの送受信には対応していないが、このプリペイドカードを使って国際SMS発信が可能であり、他社の同サービスが105円／回となるのと比べて、約53円／回（1050円で20回）であり、コストパフォーマンスに優れる。このSMS送受信サービスの名称は「スーパーテキスト」という。
2008年9月30日、サービス終了。

### 国際SMS発信の方法
- 宛先 国番号 + 0を除いた相手先番号 @stxt.jp
- 件名 （空白）
- 本文 半角英数字（160文字まで:SMSの仕様による）
  - 事前に設定が必要である。

## スーパーワールドカード @ca
KDDIスーパーワールドカード @ca（エーカ）は、国際通話に加え、プリペイドの金額をインターネットショッピング決済に使えるもので、実質的に電子マネーの側面もある。2001年9月に開始された。
2008年9月30日、サービス終了。